# Ареф Казвини
Абуль-Касем Аре́ф Казвини́ (перс.  ابوالقاسم‌ عارف قزوینی ‎; 1882, Казвин, Каджарская империя — 21 января 1934, Хамадан, Персия) — иранский поэт, автор и исполнитель песен (тасниф).

## Биография
Сын муллы Хади Вакиля Казвини, получил традиционное элементарное образование, по настоянию отца обучался также исполнению в жанре шиитских религиозных представлений, посвященных гибели имамов-мучеников. Позднее перебрался в Тегеран, где имел успех в аристократических кругах как певец. Писал стихи в формах классической персидской поэзии (газели, кыта, маснави), но наибольшую известность приобрел как автор и исполнитель песен (тасниф) на собственные стихи. Активно участвовал в Иранской конституционной революции 1905—1911 гг., написал ряд политических и революционных песен, ставших очень популярными. В конце жизни переехал или был выслан в Хамадан, где и умер. Похоронен на территории мавзолея Ибн Сины в Хамадане. Собрания его сочинений были опубликованы после его смерти в Берлине и Тегеране.

## Взгляды
Ареф Казвини, помимо демократических произведений, писал стихи, в которых говорил о необходимости искоренить тюркский (азербайджанский) язык в Иране.